# Легенды «Смертельной битвы»: Снежная слепота
«Легенды „Смертельной битвы“: Снежная слепота» (англ. Mortal Kombat Legends: Snow Blind) — американский мультфильм 2022 года, основанный на серии игр Mortal Kombat. Мультфильм был выпущен 11 октября 2022 года.

## Сюжет
Банда Чёрный Дракон во главе с королём Кано захватывает очередную деревню. Куай Ляна преследуют ночные кошмары. Утром он отправляется с фермы на рынок, но по пути его грабят Кабал, Кобра и Кира. Саб-Зиро не вступает в бой с бандитами, сдерживая себя. Они уезжают и прибывают в поселение, в которое направлялся Лян. Чёрный Дракон разбойничает в деревне, но с ними в бой вступает Кенши. Он побеждает их, и трое возвращаются на базу с докладом королю. Кано отправляет вместе с ними Тремора, а также приказывает Шан Цзуну проследить за ними, ибо подозревает подчинённых в замысле о предательстве.
На следующий день Ляну снова снится кошмар, и он вновь едет в посёлок, теперь доехав до него. Кенши узнаёт, что старик из Лин Куэй, но тот не хочет обучать юношу. В деревню возвращаются бандиты, и Тремор одолевает Кенши. Шан Цзун не позволяет добить его и представляется парню как Сонг. Он ведёт его к руинам с колодцем душ, рассказав о могущественном мече. Оружие оказывается выковано предками Кенши. Однако Шан Цзун лишь использовал парня, чтобы открыть колодец душ. Вылетевшие души ослепляют Кенши, а Шан Цзун собирает их, возвращая свою былую силу. Он сбрасывает Кенши в колодец, оставляя его умирать, но меч, о котором рассказывал колдун, действительно существует — Сенто, тот самый меч, призывает Кенши взять его, и когда он берёт его в руки, то меч даёт ему иное зрение. Кенши, используя свой новый меч, выбирается из колодца и доходит до фермы Куай Ляна, потеряв сознание от истощения.
Шан Цзун возвращается в логово Кано и побеждает членов Чёрного Дракона. Кажется, он справляется и с Кано, но когда он пытается забрать его душу, то у Шан Цзуна ничего не выходит, и роботизированный Кано объясняет, что у него давно нет души, после чего убивает колдуна. Кенши приходит в себя в доме Саб-Зиро, и старик, который некогда пережил похожую ситуацию, решил научить парня жить, используя оставшиеся органы чувств. Они тренируются, и Кенши обнаруживает зачатки своей способности к телекинезу. Однако он не верит в себя, но Куай Лян поднимает его боевой дух. Вскоре он также рассказывает, что однажды он переоценил свою силу креомантии, сражаясь с призраками, он случайно убил невинных жителей и членов своего клана. После этого он пообещал не использовать способности.
Кано завоёвывает поселение, в которое ездил Саб-Зиро, и убивает друга Куай Ляна с рынка, не желающего встать на колени перед королём. Готовый после множества тренировок Кенши хочет освободить деревню, но Саб-Зиро не хочет пускать его. Тогда между ними происходит драка, и в итоге Кенши идёт в посёлок, а Куай Лян уходит. Кенши расправляется с многими бандитами, но Тремор вновь побеждает его. Кенши берут в плен, и увидевший это Саб-Зиро сжигает свой дом, чтобы вызвать Скорпиона. Вместе они идут на выручку, и трое сражаются с Чёрным Драконом и Кано. Кенши берёт реванш, на этот раз побеждая Тремора, а Саб-Зиро и Скорпион преследуют Кано. Скорпион убивает Кабала, пока Саб-Зиро догоняет Кано, переместившегося к песочным часам Кроники, которые использовал для изменения времени. Он намеревается сделать это вновь, но Саб-Зиро удаётся победить предводителя Чёрного Дракона. После герои уничтожают врата к песочным часами, и Куай Лян предлагает Кенши возродить Лин Куэй, а сам уходит в Преисподнюю со Скорпионом.

## Роли озвучивали
- Мэнни Хасинто[англ.] — Кенши
- Дэвид Уэнам — Кано
- Рон Юань[англ.] — Куай Лян / Саб-Зиро
- Кит Силверштейн[англ.] — Кабал
- Кортни Тейлор[англ.] — Кира
- Юрий Ловенталь[англ.] — Кобра
- Артт Батлер[англ.] — Шан Цзун
- Имари Уильямс — Тремор
- Патрик Сайц — Скорпион
- Йин Ли — Сенто, Питер

## Производство

### Разработка
Обложка фильма просочилась в сеть через Twitter 1 августа 2022 года. Двумя днями позже, 3 августа 2022 года, о фильме было официально объявлено через IGN.

### Актёрский состав
Дэвид Уэнам заменил Робина Аткин Даунс на роли Кано из «Легенды «Смертельной битвы»: Месть Скорпиона». Рон Юань озвучил Саб-Зиро, заменив предыдущего актёра озвучивания Баярдо Де Мургуиа из «Битвы королевств».

### Анимация
Это первый фильм франшизы Легенды «Смертельной битвы», в котором анимация не была передана на аутсорсинг Studio Mir, на этот раз компанию заменила Digital eMation.

## Отзывы
На Rotten Tomatoes фильм имеет рейтинг 80% на основе отзывов 5 рецензий. Бриттани Винсент из IGN дала мультфильму 6 баллов из 10 и написала, что это была «интересная попытка проиллюстрировать больше прошлого Кенши, но она запутывает собственный сюжет». Сэм Стоун из Comic Book Resources отметил, что картина «сужает фокус повествования, сохраняя при этом кровавый экшн». Мафсин Махбуб из All Ages of Geek посчитал, что «к сожалению», «Легенды „Смертельной битвы“: Снежная слепота» «не выглядит сильной частью в серии». Асеп Апух из Mugen Daily был разочарован в дизайне персонажей. Кристиан Анхелес из Work Print вручил мультфильму 3 звезды с половиной и сравнил его с «Безумным Максом». Рэнди Миллер III поставил картине оценку 3 из 5 и отметил, что она больше подойдёт для преданных фанатов франшизы.